# Keulse Mani-Codex
De Keulse Mani-Codex is een codex met een Griekse tekst over de jeugd en de eerste missieactiviteiten van  Mani, de stichter van het manicheïsme. De Griekse tekst is eind vierde of begin vijfde eeuw geschreven.  De tekst heeft een  dictie die vaak associaties oproept met die van de Septuagint, de Griekse vertaling van de Hebreeuwse Bijbel.
Op het vakgebied wordt de aanname gehanteerd, dat dit een vertaling is van een oorspronkelijk in het Oost-Aramees geschreven tekst. Die tekst zou dan geschreven zijn in het begin van de vierde eeuw op basis van onbekend bronmateriaal dat uit de derde eeuw dateert.

## De codex
De codex werd in 1969 gevonden nabij Assioet in Opper-Egypte. In hetzelfde jaar kwam de codex in bezit van de Universiteit van Keulen. Het is de kleinste codex die ooit gevonden is. Het heeft maten die vergelijkbaar zijn met een luciferdoosje. De meeste bladen hebben een afmeting van 4,5 bij 3,5 cm en enkele waren nog kleiner. De codex was bij de vondst  in zeer slechte staat en niet meer dan een klont perkament.
Met  de meest moderne toen beschikbare technologie kon de codex binnen een jaar voor een belangrijk deel gerestaureerd worden. Het bevat zesennegentig bladen met meestal drieëntwintig zinnen, die geschreven zijn in een minuscuul maar leesbaar handschrift. De oorspronkelijke codex moet aanzienlijk meer bladen bevat hebben. De tekst van dit deel van de codex was al bij de vondst geheel verloren.

## De titel
De titel van de tekst zelf is Over de oorsprong van zijn lichaam en staat steeds aan de bovenkant van twee corresponderende bladen.  Dat kan betrekking hebben op de wording van het aardse lichaam van Mani. De tekst handelt ook vooral over zijn jeugd. Op het vakgebied overheerst echter de mening dat het woord lichaam hier vooral in overdrachtelijke zin moet worden begrepen. In meerdere brieven van Paulus wordt gesproken over de kerk als het 'lichaam van Christus'. De titel van dit werk verwijst dan vooral naar het ontstaan van een manichese kerk. In de tekst staat onder meer ' Verneemt en verstaat, broeders, alles wat hier geschreven staat over de wijze van zending van Mani die in deze generatie plaatsvond zoals wij van hem hebben geleerd en ook nog wat er geschreven staat over het ontstaan van zijn lichaam'. De tekst van het geschrift is waarschijnlijk een eerste deel geweest van een veel uitvoeriger beschrijving van de kerkgeschiedenis van het manicheïsme.

## Essentie van de inhoud
De tekst bestaat uit excerpten van geschriften van de eerste discipelen van Mani. Meestal handelt het in die excerpten om uitspraken van Mani zelf. De codex is verdeeld in een aantal secties. De meeste secties beginnen met de naam van een van de discipelen als degene die de tekst heeft overgedragen. Enkele namen komen in andere manichese bronnen voor. Andere secties waarvan de naam van de discipel kennelijk niet bekend was beginnen met het woord Leraar. De tekst moet door meerdere auteurs zijn geschreven. Een eindredacteur heeft al die bijdragen in een chronologische volgorde geplaatst. Er kunnen vier delen worden onderscheiden.
In het eerste deel van de tekst handelt het om de vroegste jeugd van Mani. Hij ontvangt de eerste visioenen en openbaringen. Er is sprake van een steeds toenemende invloed van het bovennatuurlijke op  het leven van Mani met bijvoorbeeld sprekende bomen en groenten.
Het tweede deel handelt vooral over de beslissende openbaring die Mani op de leeftijd van vijfentwintig jaar ontving van wat zijn Gezel of Hemelse Tweeling wordt genoemd. Het is bekend in eerdere  gnostische literatuur als syzygos, een hemelse paargenoot. Mani verwerft de volledige gnosis. Het is het besef, dat de mens afkomstig is uit een goddelijke wereld en in zijn aardse situatie een goddelijke kern in zich heeft die afkomstig is uit die wereld. Die kern is verstrikt geraakt in de materie of in het kwaad in de stoffelijke wereld. Demonische krachten, soms ook geïnterpreteerd als hartstochten of het noodlot, trachten die kern gevangen te houden in zijn lichamelijk omhulsel. Wie de werkelijke situatie kent en dus ook weet heeft van zijn goddelijke kern en van de mogelijkheid tot terugkeer naar de goddelijke wereld heeft gnosis. 
In de codex wordt die openbaring verwoord als onder meer 
 Mijn Gezel onthulde mij vanwaar ik kom
 en wie ik ben en wat mijn lichaam is
 en hoe ik gekomen ben en hoe mijn komst in de wereld zich voltrok
 en wat mijn plaats is onder hen die bij uitstek het stempel der uitnemendheid dragen
 [….]
  Zo hoorde ik de onuitsprekelijke geheimenissen en gedachten
 en overvloedige ontfermingen van mijn Vader
 en ook over mij zelf, wie ik ben
 en wie toch wel de Gezel is, die onafscheidelijk van mij is
 [...]
 Hij toonde mij alles
Vanaf dat moment beschouwde Mani zich als de parakleet (trooster) uit het Evangelie van Johannes en de opvolger van Jezus Christus. In de openbaring krijgt Mani van zijn Gezel ook de opdracht zijn overtuiging uit te dragen in zoveel mogelijk delen van de wereld.
In het derde deel wordt beschreven dat Mani breekt met het milieu van joods-christelijke baptistische groeperingen waarin hij opgroeide. In de codex wordt vermeld dat dit bij de groepering van de Elchasaieten zou zijn.. Mani ervaart de grote nadruk in dat milieu op dagelijkse rituelen als een verstikkende invloed die een echte geloofsbeleving en het bereiken van gnosis belemmert.
Het vierde deel beschrijft de eerste missiereizen van Mani en zijn eerste volgelingen. In de codex wordt vermeld dat  Mani  naar India reisde. Indien de genoemde plaatsen historisch juist zijn moet hij vooral in de westelijke delen van de Indusvallei gepreekt hebben.

## Betekenis
Tot in de twintigste eeuw werd het manicheïsme gezien als deel van de religieuze geschiedenis van Perzië. De belangrijkste wortels van het manicheïsme zouden in het Perzische zoroastrisme liggen. Die opvatting leek voor een belangrijk deel ook te worden bevestigd door vondsten in Centraal-Azië in begin twintigste eeuw.
De ontdekking van Koptische teksten in 1928 leidde al tot andere standpunten die echter nog niet unaniem op het vakgebied werden gedeeld. De publicatie van de Keulse Mani-Codex heeft echter de conclusies op basis van de Koptische vondsten overtuigend bevestigd. De wortels van het manicheïsme liggen in de eerste plaats in een gnostisch type christendom en de christelijke gnosis. Het manicheïsme was in omvang de grootste  van de meerdere gnostische stromingen binnen de grote veelvormigheid die het christendom in de eerste eeuwen na Christus kenmerkte.